# Ceylalictus tumidus
Ceylalictus tumidus là một loài Hymenoptera trong họ Halictidae. Loài này được Pesenko mô tả khoa học năm 1996.